# Alexandre, Príncipe de Orange
Guilherme Alexandre Carlos Henrique Frederico de Orange-Nassau (em neerlandês: Willem Alexander Karel Hendrik Frederik van Oranje-Nassau; 25 de agosto de 1851 -  21 de junho de 1884) foi o príncipe herdeiro dos Países Baixos￼ como Príncipe de Orange desde 11 de junho de 1879 até a sua morte.
Por um período de 116 anos, desde o nascimento de Alexandre (1851), até o nascimento do atual rei Guilherme Alexandre (1967), não houve herdeiros do sexo masculino nascidos na casa real holandesa.

## Biografia
O príncipe Alexandre dos Países Baixos nasceu em Haia em 25 de agosto de 1851. Ele era o terceiro filho do rei Guilherme III dos Países Baixos￼ e de sua esposa, a princesa Sofia de Württemberg. Ao contrário de seu irmão Guilherme, Príncipe de Orange, ele foi disciplinado, intelectual e culto. Após a morte do príncipe Guilherme em 11 de junho de 1879, ele se tornou herdeiro do trono neerlandês e, como tal, o Príncipe de Orange.
Alexandre ocupou a posição de herdeiro aparente até sua própria morte, aos 32 anos, em 21 de junho de 1884 em Haia, de tifo. Apesar de nunca ter se casado, foram realizadas negociações para ele se casar, em primeiro lugar, com a princesa Tira da Dinamarca, e, supostamente, em segundo lugar, com a infanta Maria Ana de Portugal. Ele foi enterrado no novo jazigo real na Nieuwe Kerk em Delft em 17 de julho de 1884. Após sua morte, sua meia-irmã, a princesa Guilhermina dos Países Baixos, tornou-se herdeira presuntiva do trono neerlandês. A morte de Alexandre significava que com a morte de Guilherme III o Grão-Ducado do Luxemburgo iria para as mãos do duque Adolfo de Nassau da linha Nassau-Weilburg da Casa de Nassau, pois de acordo com os termos da lei sálica uma princesa (Guilhermina) não poderia ascender ao título.

## Títulos e estilos
- Sua Alteza Real Príncipe Alexandre dos Países Baixos, Príncipe de Orange-Nassau (1851–1879)
- Sua Alteza Real O Príncipe de Orange (1879–1884)